# Championnats d'Afrique d'athlétisme 1998
Navigation
Les 11es Championnats d'Afrique d'athlétisme ont lieu du 18 au 22 août 1998 au stade Léopold-Sédar-Senghor de Dakar, au Sénégal. La compétition, organisée par la Confédération africaine d'athlétisme, réunit 395 athlètes issus de 39 pays. Il s'agit des premiers championnats d'Afrique se déroulant à nouveau au Sénégal depuis la première édition qui a aussi eu lieu en 1979 à Dakar, mais dans le stade Demba-Diop.

## Résultats

### Hommes
| 100 m | Seun Ogunkoya 9 s 94 (CR)                                                                | Frankie Fredericks 9 s 97                                                               | Leonard Myles-Mills 10 s 10                                                                  |
| 200 m | Frankie Fredericks 19 s 99 (CR)                                                          | Sunday Emmanuel 20 s 45                                                                 | Oumar Loum 20 s 59                                                                           |
| 400 m | Clement Chukwu 44 s 65 (CR)                                                              | Davis Kamoga 44 s 79                                                                    | Ibrahima Wade 45 s 05                                                                        |
| 800 m | Japheth Kimutai 1 min 45 s 82                                                            | Patrick Ndururi 1 min 45 s 85                                                           | Aissa Djabir Saïd-Guerni 1 min 46 s 31                                                       |
| 1 500 m | Laban Rotich 3 min 45 s 03                                                               | Adil Kaouch 3 min 47 s 34                                                               | Ali Saïdi-Sief 3 min 47 s 89                                                                 |
| 3 000 m | Tom Nyariki 8 min 03 s 75                                                                | Brahim Lahlafi 8 min 05 s 00                                                            | Fita Bayissa 8 min 05 s 16                                                                   |
| 5 000 m | Daniel Komen 13 min 35 s 70                                                              | Hailu Mekonnen 13 min 38 s 19                                                           | William Kalya 13 min 39 s 17                                                                 |
| 3 000 m steeple | Bernard Barmasai 8 min 11 s 74 (CR)                                                      | Richard Limo 8 min 20 s 67                                                              | Brahim Boulami 8 min 29 s 52                                                                 |
| 110 m haies | Shaun Bownes 13 s 72                                                                     | William Erese 13 s 92                                                                   | Doudou Félou Sow 14 s 57                                                                     |
| 400 m haies | Samuel Matete 48 s 58                                                                    | Ken Harnden 49 s 39                                                                     | Ibou Faye 49 s 59                                                                            |
| 20 km marche | Hatem Ghoula 1 h 31 min 28 s                                                             | Moussa Aouanouk 1 h 32 min 18 s                                                         | Getachew Demisse 1 h 34 min 19 s                                                             |
| 4 × 100 m | Côte d'Ivoire Éric Pacôme N'Dri Jean-Olivier Zirignon Ahmed Douhou Ibrahim Meité 38 s 76 | Nigeria Ejiogou Okechukwu Tunde Suleman Paul Egonye Sunday Emmanuel 38 s 88             | Cameroun Benjamin Sirimou Claude Toukene-Guebogo Serge Bengono Alexandre Dalle Dalle 39 s 61 |
| 4 × 400 m | Sénégal Ousmane Niang Ibou Faye Hachim Ndiaye Ibrahima Wade 3 min 4 s 20                 | Zimbabwe Ken Harnden Crispen Mutakanyi Phillip Mukomana Jeffrey Masvanhise 3 min 4 s 47 | Nigeria Tony Ogbeta Musa Audu Fidelis Gadzama Nduka Awazie 3 min 5 s 18                      |
| Saut en hauteur | Abderrahmane Hammad 2,21 m                                                               | Khemraj Naiko 2,18 m                                                                    | Gavin Lendis 2,15 m                                                                          |
| Saut à la perche | Okkert Brits 5,40 m (CR)                                                                 | Kersley Gardenne 5,20 m                                                                 | Mohamed Bédoui 4,80 m                                                                        |
| Saut en longueur | Hatem Mersal 8,13 m                                                                      | Anis Gallali 8,01 m                                                                     | Mark Anthony Awere 7,77 m                                                                    |
| Triple saut | Andrew Owusu 17,23 m (CR)                                                                | Ndabazinhle Mdhlongwa 17,19 m                                                           | Oluyemi Sule 16,37 m                                                                         |
| Lancer du poids | Burger Lambrechts 19,78 m (CR)                                                           | Dhia Kamel Ahmed 17,61 m                                                                | Quentin Soné Ehawa 15,51 m                                                                   |
| Lancer du disque | Frantz Kruger 62,17 m                                                                    | Frits Potgieter 60,50 m                                                                 | Mickael Conjungo 57,52 m                                                                     |
| Lancer du marteau | Chris Harmse 72,11 m (CR)                                                                | Hakim Toumi 69,36 m                                                                     | Samir Haouam 68,79 m                                                                         |
| Lancer du javelot | Marius Corbett 79,82 m                                                                   | Khaled Es Sayed Yassin 72,84 m                                                          | Bouna Diop 72,66 m                                                                           |
| Décathlon | Rédouane Youcef 7 352 points                                                             | Mohamed Benyahia 7 093 points                                                           | Issam Abdelatif Saber 6 420 points                                                           |
| Records et Performances - AR : Record continental (area record) - CR : Record des championnats (championship record) - MR : Record du meeting (meet record) - NR : Record national (national record) - OR : Record olympique (olympic record) - PR : Record paralympique (paralympic record) - PB : Record personnel (personal best) - SB : Meilleure performance personnelle de la saison (season's best) - WL : Meilleure performance mondiale de l'année (world leader) - WJR : Record du monde junior (world junior record) - WR : Record du monde (world record) Circonstances et Conditions - DNF : N'a pas terminé (did not finish) - DNS : N'a pas pris le départ (did not start) - DQ : Disqualification (disqualification) - NM : Aucun essai valable enregistré (No Mark) - Q : Qualifié « directement » au prochain tour (ou à la prochaine compétition), lors d'une compétition majeure, grâce au classement ou à la réalisation des minima (automatic qualifier) - q : Qualifié au prochain tour (ou à la prochaine compétition), lors d'une compétition majeure, grâce au repêchage ou à la réalisation de l'une des meilleures performances parmi celles des « non qualifiés directement » (grâce au meilleur temps ou à la meilleure distance par exemple) (secondary qualifier) |                                                                                          |                                                                                         |                                                                                              |

### Femmes
| 100 m | Mary Onyali 11 s 05 (CR)                                                                   | Endurance Ojokolo 11 s 08                                                                                          | Rose Aboaje 11 s 31                                                                                |
| 200 m | Falilat Ogunkoya 22 s 22 (CR)                                                              | Rose Aboaje 22 s 83                                                                                                | Heide Seyerling 22 s 89                                                                            |
| 400 m | Falilat Ogunkoya 50 s 07 (CR)                                                              | Charity Opara 50 s 13                                                                                              | Ony Paule Ratsimbazafy 52 s 11                                                                     |
| 800 m | Maria de Lurdes Mutola 1 min 57 s 95                                                       | Hasna Benhassi 2 min 1 s 24                                                                                        | Julia Sakara 2 min 1 s 55                                                                          |
| 1 500 m | Jackline Maranga 4 min 11 s 75 (CR)                                                        | Julia Sakara 4 min 13 s 64                                                                                         | Bouchra Benthami 4 min 17 s 83                                                                     |
| 3 000 m | Zahra Ouaziz 8 min 53 s 75                                                                 | Genet Gebregiorgis 9 min 13 s 47                                                                                   | Yimenashu Taye 9 min 13 s 59                                                                       |
| 5 000 m | Berhane Adere 15 min 54 s 31 (CR)                                                          | Sally Barsosio 15 min 59 s 12                                                                                      | Merima Denboba 16 min 11 s 16                                                                      |
| 100 m haies | Glory Alozie 12 s 77 (CR)                                                                  | Mame Tacko Diouf 13 s 08                                                                                           | Corien Botha 13 s 25                                                                               |
| 400 m haies | Nezha Bidouane 54 s 24 (CR)                                                                | Mame Tacko Diouf 55 s 06                                                                                           | Saidat Onanuga 56 s 84                                                                             |
| 5 km marche | Nagwa Ibrahim Ali 24 min 28 s 42                                                           | Dounia Kara 25 min 17 s 17                                                                                         | Anne-Hortense Ebéna 25 min 33 s 11                                                                 |
| 4 × 100 m | Nigeria Endurance Ojokolo Henrietta Ajaegbu Funmilola Ogundana Rose Aboaja 43 s 75         | Madagascar Hanitriniaina Rakotrondrabe Lalao Ravaonirina Paule Ony Ratsimbazafy Lalanirina Rosa Rakotozafy 43 s 78 | Ghana Veronica Bawuah Vida Nsiah Monica Twum Mavis Akoto 43 s 89                                   |
| 4 × 400 m | Nigeria Folashade Ogundemi Rosemary Okafor Doris Jacob Falilat Ogunkoya 3 min 31 s 07 (CR) | Sénégal Mame Tacko Diouf Amy Mbacke Thiam Aminata Diouf Gnima Touré 3 min 31 s 42                                  | Cameroun Myriam Leonie Mani Sylvie Mballa Eloundou Mireille Nguimgo Claudine Komgang 3 min 33 s 85 |
| Saut en hauteur | Hestrie Storbeck 1,92 m                                                                    | Irène Tiendrébéogo 1,84 m                                                                                          | Nkechinyere Mbaoma 1,75 m                                                                          |
| Saut en longueur | Chioma Ajunwa 6,78 m (CR)                                                                  | Chinedu Odozor 6,45 m                                                                                              | Baya Rahouli 6,36 m                                                                                |
| Triple saut | Baya Rahouli 13,96 m (CR)                                                                  | Françoise Mbango Etone 13,80 m                                                                                     | Kéné Ndoye 13,30 m                                                                                 |
| Lancer du poids | Veronica Abrahamse 15,07 m                                                                 | Amel Ben Khaled 14,83 m                                                                                            | Hanan Ahmed Khaled 14,68 m                                                                         |
| Lancer du disque | Elizna Naudé 50,28 m                                                                       | Caroline Fournier 50,28 m                                                                                          | Hanan Ahmed Khaled 42,82 m                                                                         |
| Lancer du marteau | Caroline Fournier 54,29 m                                                                  | Marwa Ahmed Hussein 47,55 m                                                                                        | Djida Yalloulène 47,43 m                                                                           |
| Lancer du javelot | Lindy Leveaux 47,56 m                                                                      | Bernadette Ravina 46,79 m                                                                                          | Monique Djikada 45,61 m                                                                            |
| Heptathlon | Patience Itanyi 5 376 points                                                               | Mary Dolly Zé Oyono 5 211 points                                                                                   | Paulette Mendy 4 716 points                                                                        |
| Records et Performances - AR : Record continental (area record) - CR : Record des championnats (championship record) - MR : Record du meeting (meet record) - NR : Record national (national record) - OR : Record olympique (olympic record) - PR : Record paralympique (paralympic record) - PB : Record personnel (personal best) - SB : Meilleure performance personnelle de la saison (season's best) - WL : Meilleure performance mondiale de l'année (world leader) - WJR : Record du monde junior (world junior record) - WR : Record du monde (world record) Circonstances et Conditions - DNF : N'a pas terminé (did not finish) - DNS : N'a pas pris le départ (did not start) - DQ : Disqualification (disqualification) - NM : Aucun essai valable enregistré (No Mark) - Q : Qualifié « directement » au prochain tour (ou à la prochaine compétition), lors d'une compétition majeure, grâce au classement ou à la réalisation des minima (automatic qualifier) - q : Qualifié au prochain tour (ou à la prochaine compétition), lors d'une compétition majeure, grâce au repêchage ou à la réalisation de l'une des meilleures performances parmi celles des « non qualifiés directement » (grâce au meilleur temps ou à la meilleure distance par exemple) (secondary qualifier) |                                                                                            | | |

## Tableau des médailles
| Rang | Nation                    | Or | Argent | Bronze | Total |
| ---- | ------------------------- | -- | ------ | ------ | ----- |
| 1    | Nigeria                   | 10 | 7      | 5      | 22    |
| 2    | Afrique du Sud            | 9  | 1      | 3      | 13    |
| 3    | Kenya                     | 6  | 3      | 1      | 10    |
| 4    | Algérie                   | 3  | 3      | 5      | 11    |
| 5    | Égypte                    | 2  | 3      | 3      | 8     |
| 6    | Maroc                     | 2  | 3      | 2      | 7     |
| 7    | Maurice                   | 1  | 4      | 0      | 5     |
| 8    | Sénégal                   | 1  | 3      | 7      | 11    |
| 9    | Éthiopie                  | 1  | 2      | 4      | 8     |
| 10   | Tunisie                   | 1  | 2      | 1      | 4     |
| 11   | Namibie                   | 1  | 1      | 0      | 2     |
| 12   | Ghana                     | 1  | 0      | 3      | 4     |
| 13=  | Côte d'Ivoire             | 1  | 0      | 0      | 1     |
| 13=  | Mozambique                | 1  | 0      | 0      | 1     |
| 13=  | Seychelles                | 1  | 0      | 0      | 1     |
| 13=  | Zambie                    | 1  | 0      | 0      | 1     |
| 17   | Zimbabwe                  | 0  | 4      | 1      | 5     |
| 18   | Cameroun                  | 0  | 2      | 5      | 7     |
| 19   | Madagascar                | 0  | 1      | 1      | 2     |
| 20=  | Burkina Faso              | 0  | 1      | 0      | 1     |
| 20=  | Ouganda                   | 0  | 1      | 0      | 1     |
| 22   | République centrafricaine | 0  | 0      | 1      | 1     |